# Luisa Fernanda Rudi Úbeda
Luisa Fernanda Rudi Úbeda (Sevilla (Andalusia), 13 de desembre de 1950) és una política aragonesa i actual membre del Parlament Europeu. De 2011 a 2015 va ser la presidenta de la Comunitat Autònoma d'Aragó.

## Biografia
Va néixer el 13 de desembre de 1950 a la ciutat de Sevilla. Va estudiar comptabilitat i esdevenir posteriorment professora de comerç i auditora.

## Activitat política
Membre d'Aliança Popular (AP), l'any 1983 fou escollida diputada a les Corts d'Aragó, càrrec que va mantenir fins al 1986. En les eleccions generals d'aquell any fou escollida diputada al Congrés per la província de Saragossa, escó que repetí en les files del Partit Popular (PP) en les eleccions de 1989, 1993, 2000 i 2004.
L'any 1995 es presentà a alcaldessa de la ciutat de Saragossa, càrrec que ostentà fins a l'any 2000, moment en el qual va esdevenir Presidenta del Congrés dels Diputats i la primera dona a ostentar aquesta responsabilitat. Es mantingué al càrrec fins a l'any 2004, moment en el qual la presidència d'aquesta cambra passà a mans socialistes.
Escollida eurodiputada al Parlament Europeu en les eleccions europees de 2004 pel Partit Popular, membre del Partit Popular Europeu, ocupa actualment la presidència de la Delegació per a les relacions amb els països del Magrib i la Unió del Magrib Àrab. Així mateix pertany al Comitè de mercat intern i protecció al consumidor i és membre suplent del Comitè d'Indústria, Investigació i Energia. També és membre suplent per a la delegació parlamentària conjunta Unió Europea-Mèxic.